# 오스트레일리아 헌법

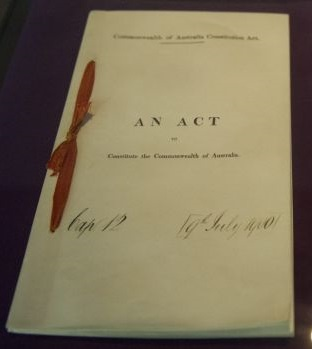

오스트레일리아 헌법(the Constitution of Australia)은 오스트레일리아의 최고법으로 입헌군주제에 입각하여 오스트레일리아를 연방국가로 구성하며 오스트레일리아 정부의 행정부, 입법부, 사법부의 구조와 권한을 설정한다.
이 헌법은 1891년부터 1898년까지 기간 중 오스트레일리아 대륙의 6개 대영제국 식민지 대표들이 모여 개최한 제헌회의에서 기초되었다. 이후 최종안이 마련되어 1898년부터 1900년까지 수개의 주민투표를 통해 인준을 받았다. 영국 정부는 이렇게 인준을 받은 헌법 최종안의 몇몇 요소에 반대하였으나, 1900년 오스트레일리아 연방 헌법에 관한 법률(Commonwealth of Australia Constitution Act 1900) 제9조에 따라 최종안에서 일부 수정된 본으로 영국 의회를 통과하였다. 이 법은 1900년 7월 9일에 재가를 받고 1900년 9월 17일에 공포되어 1901년 1월 1일부터 시행되었다. 종전의 식민지의 지위를 가진 6개의 주체는 헌법 시행 이후 새 연방국가를 구성하는 주(the States)의 지위를 갖게 되었다.
오스트레일리아에서의 헌법 관련 법제는 연방대법원의 헌법 해석을 통해 발전했다. 이 헌법은 책임정부원칙과 같은 웨스트민스터 체제로부터 비롯되는 불문 관습헌법과 개념을 포함하고 있는 것으로 해석되고 있다. 최초 제정법률인 1900년 법의 법적 정당성은 영국 의회로부터 나오지만, 현대에 들어 연방대법원과 학계에서는 오스트레일리아 헌법의 법적 정당성은 오스트레일리아 국민에서 기원한다고 해석하고 있다. 오스트레일리아에서 그 밖에 헌법적인 지위를 갖는 법률은 웨스트민스터 헌장과 1986년 오스트레일리아법이 있다.
이 헌법은 제128조에 따라 국민투표에 의해서만 개정될 수 있다. 헌법개정안은 "이중 과반"의 찬성을 요구하는데, 투표자 전체의 과반수가 찬성하고 주민의 과반수가 찬성한 주가 전체 주의 과반수일 때 비로소 헌법개정안이 가결되었다고 본다. 이로 인해 성공적인 헌법개정안의 수가 지금껏 매우 적었다. 헌법개정에 관한 주민투표가 시행된 것은 44차례에 걸쳐서였지만, 이 "이중 과반" 요건을 만족해 통과된 헌법개정안의 수는 8개에 지나지 않았다. 가장 최근의 헌법개정 역시 1977년에 이루어진 것이다. 개헌에 관한 논의는 지속되고 있다. 전문(前文)의 신설, 군주국에서 공화국으로의 전환, 정부에서의 원주민 대표성 포함 등이 있다.

## 역사

### 연방창설 이전
오스트레일리아의 여러 식민지를 하나의 연방으로 통합하려는 정치적 움직임은 19세기 중반에 주류가 되었다. 각 식민지 간 정치적 통합에 대한 동기는 여러 가지가 있었다. 그 중 하나에는 식민지 간 관세를 규제하려는 것이 있었다. 그러나 식민지의 크기에 따라 갈등이 있었고, 각 식민지가 어느 정도로 보호주의 정책을 채택했는지 차이도 있었다. 이러한 갈등과 미국 남북전쟁의 발발은 연방주의의 정치적 정당성을 크게 훼손했다.
1889년에는 오스트랄라시아 연방위원회가 설치되었다. 이는 태평양 지역에 세를 더하고 있는 독일령과 프랑스령 식민지를 견제하기 위함과 오스트레일리아의 정체성이 확립되기 시작한 데 따른 것이었다. 위원회는 특정 분야에 관해 입법권을 가졌으나 상설 사무처, 행정부, 또는 독자적인 세입원은 가지지 못했다. 또한 이 위원회의 가장 주된 한계로 오스트레일리아에서 규모가 제일 컸던 식민지인 뉴사우스웨일스가 위원회에 참여하지 않았다는 것이 있다.
연방주의에 대한 논의를 위해 뉴사우스웨일스 총리 헨리 파크스의 주도로 수 차례의 회담이 열렸다. 첫 회담은 1890년 멜버른에서 개최되었고, 다른 하나는 1891년 시드니에서 열렸다. 이들 회담에는 식민지 대표 중 대부분이 참석했다. 1891년 회담에 이르러서는 연방주의가 대세로 떠올랐고, 이후부터는 연방정부의 형태로 가장 적절한 것이 무엇인지에 논의하기 시작했다. 회담에서는 사무엘 그리피스 경의 주도로 헌법 초안이 기초되었으나, 이들 회담은 국민적 지지를 받지 못했다. 헌법 초안은 또한 가장 중요한 쟁점이었던 관세 정책을 다루지 않았다는 치명적인 문제도 있었다. 1891년 초안은 각 식민지 의회에 제출되었지만 뉴사우스웨일스 의회에서 회기만료로 인해 폐기되었다. 이 사건 이후 다른 식민지도 헌법 초안을 비준하는 데 소극적인 태도로 임하게 된다.
이에 오스트레일리아 식민지 총리 6명은 새 회담을 국민의 투표를 통해 개최하자고 결의하였다. 이 회담은 1897년부터 1898년까지 1년간 열렸다. 이들 회의를 통해 고안된 새 헌법 초안은 1891년 초안과 실체적 규정 부분에서는 책임정부원칙을 반영하는 몇 개 조항이 추가된 것 외에는 거의 같았다. 1898년 제헌회의의 참석자 중 몇은 미국헌법의 권리장전과 유사한 절을 도입하자고 주장하였으나 회의에서 부결되었다.
국민적 지지를 확보하기 위해 1898년 초안은 각 식민지 선거인에게 회부되었다. 첫 시도가 무산되자 수정된 안이 웨스턴오스트레일리아를 제외한 각 식민지 선거인에게 회부되었다. 5개 식민지의 비준이 있은 후 헌법 초안은 빅토리아 여왕에 대한 법안 제정 요청과 함께 영국 제국의회에 제출되었다.
법안의 통과 이전 식민지 대법원장의 요청으로 최종 수정이 있었다. 이 수정은 연방대법원으로부터 추밀원에 항고할 권리를 설시하였다. 수정 이후 오스트레일리아 연방 헌법에 관한 법률이 1900년 영국 의회를 통과한다. 웨스턴오스트레일리아는 이후 연방에 참가하여 '구성주'로서의 권리를 확보하였다. 이후 1901년 1월 1일 오스트레일리아 연방이 공식적으로 창설되었다.

### 연방창설 이후
연방창설로 6개 영국령 식민지가 하나의 연방국가로 통합되었다. 오스트레일리아 의회가 제정한 법률과 함께 영국 제국법률 중 일부가 계속해서 효력을 가졌지만, 로버트 멘지스에 의하면, 연방창설 후 "오스트레일리아의 실질적 그리고 행정적 입법적 독립에 대해 의문이 제기된 적이 없다." 영국 제국의회가 오스트레일리아에 대해 입법할 권리는 1931년 영국에서 웨스트민스터 헌장이 의결되고 1942년 웨스트민스터 헌장 도입에 관한 법률(Statute of Westminster Adoption Act 1942)가 호주에서 제정되어 공식적으로 폐지되었다. 이 도입 법률은 오스트레일리아에 웨스트민스터 헌장을 1939년 9월 3일부터 소급하여 적용했다. 이 날은 오스트레일리아가 대영제국의 일부로 제2차 세계 대전에 참전한 날이었다.
한편 오스트레일리아는 1986년 오스트레일리아 법(Australia Act 1986)이 통과되기 전까지는 법적으로 완전히 독립되지 못했다. 이 법으로 영국 의회가 오스트레일리아의 각 주에 대해 입법할 권리가 폐지되었고, 오스트레일리아의 법원으로부터 추밀원에 항고할 권리가 전부 폐지되었다.
1988년에는 영국 함선이 오스트레일리아에 처음 도착한 1788년으로부터 200주년을 기념하기 위해 런던에 있는 국가기록원에서 1900년 오스트레일리아 연방 헌법에 관한 법률의 원본을 오스트레일리아에게 대여해 주었다. 오스트레일리아 정부는 그 사본의 보관에 대한 허가를 요청했고, 영국 의회는 1990년 오스트레일리아 헌법(국가 기록 사본)에 관한 법률[Australian Constitution (Public Record Copy) Act 1990]을 의결하여 그 요청을 받아들였다. 이에 헌법 사본이 오스트레일리아 국가기록원으로 이관되었다. 이 헌법 문서의 특기할 점은 영국에서는 아직 해당 법률이 원래 제정된 본 그대로 법률로써 시행되고 있지만, 오스트레일리아에서는 국민투표를 통한 수차례의 개헌이 반영되어 적용되고 있다는 점이다. 오스트레일리아 연방대법관들은 지나가는 말로 헌법의 법적 정당성이 더 이상 제국의회로부터 기초하지 않고 오스트레일리아 국민으로부터 나온다는 의견을 제시한 적이 있다.
2017-18년 오스트레일리아 의회 피선거권 사태 이후 현행 헌법을 유지할지 또는 대체할지에 관한 논의가 잇따랐다. 전 총리 밥 호크는 "우리 헌법을 없애자"고 하면서 주(州)를 포함하지 않는 체제, 즉 연방국가 체제가 아닌 단일국가 체제를 명시한 헌법으로 현행 헌법을 대체해야 한다고 주장했다.

#### 기념
대한민국의 제헌절과 유사하게 오스트레일리아에서 헌법의 날(Constitution Day)은 매년 7월 9일에 기념하고 있다. 1900년 이 날 헌법이 비로소 법률로 성립되었기 때문이다. 헌법의 날은 연방창설 100주년에 앞서 제헌 100주년을 기념하기 위해 2000년 7월 9일 처음으로 그 기념식이 이루어졌다. 2001년 이후로 특별한 기념식은 이루어지지 않다가, 2007년부터는 다시 오스트레일리아 국가기록원과 이민시민권부가 공동으로 주관하는 행사로 기념하고 있다.

## 법률의 구조와 내용

### 기본조항
1900년 오스트레일리아 연방 헌법에 관한 법률[Commonwealth of Australia Constitution Act 1900 (Imp)]은 총 9개의 조(條)로 구성되어 있다. 제9조에서 오스트레일리아 헌법을 규정한다. 물론 헌법 역시 제9조 아래에서 헌법 자체의 조로 구분되므로 제1조부터 제8조까지를 기본조항(covering clauses)이라 구별한다. 제2조는 정의규정으로, 이 법에서 "여왕"에 대한 언급은 영국에 재위 중인 군주를 언급하는 것으로 본다고 규정하고 있다. 이 당시 "군주(the Crown)"는 대영제국을 통틀어 동일한 개념으로 인식되고 있었지만, 현대에 들어서는 그렇지 않다. 물론 그럼에도 불구하고 영국 군주를 자국 군주로 하는 국가들 각각의 계승 법칙은 거의 변하지 않았다.
제9조(헌법) 연방헌법을 다음과 같이 한다.
이후 헌법 본문이 이어진다.

### 헌법본문
헌법은 8개의 장으로 구분되어 전체 128개조로 구성된다. 첫 3개 장은 입법부, 행정부, 사법부의 권한을 규정한다. 연방대법원에서는 각 부(府)에 관한 규정을 서로 다른 장으로 나누어 규정한 것을 오스트레일리아에서의 삼권분립을 상징하는 것이라고 해석하고 있다.
제1장: 의회는 정부의 입법부에 관한 규정을 다룬다. 입법부의 구성요소는 군주(연방총독으로 그 권한을 대행), 상원과 하원으로 하고 각 원의 의원의 수, 각원의 의원은 선거인의 직접선거로 선출되어야 한다는 원칙을 규정하고 있다. 하원의 선거구는 인구에 비례하여 획정하는 데 반해 상원의원은 각 구성주(original states)가 동일한 수의 의원을 선출하도록 하고 있다. 물론 준주나 새로 가입할 주(현재로서는 존재하지 않음)에 대해서는 그 선출할 상원의원의 수에 차등을 두고 있다. 하원의원의 정원은 상원의원의 정원의 두 배가 되어야 한다. 제1장에서는 입법부에 관한 군주의 역할을 규정하고 있으나, 현재 군주가 입법에 갖는 권한은 대부분 실질적 효력을 갖지 못하는 것으로 본다.

## 특징

### 특수성
오스트레일리아의 헌법은 기본적으로 모국이었던 대영제국의 영향을 받아 성립되었으나, 연방제와 같은 수많은 부분이 미국 헌법의 영향을 동시에 받아 성립되었다.
특이한 점은 영국과 달리 오스트레일리아 헌법은 미국처럼 성문헌법이다. 본 헌법은 외교와 통상, 국방과 이민정책에 관한 연방정부의 책임을 규정하고 있으며 주정부와 준주 정부는 연방정부가 담당하고 있지 않은 나머지 사안에 대해서 책임을 진다고 규정하고 있다.
이와 같이 헌법 개정 절차나 헌법 형태가 성문법인 것은 미국 헌법과 매우 유사하지만 영국의 군주를 오스트레일리아의 군주로 받들고 의회선거에서 승리한 정당이 정부를 구성한다는 점에서 영국 헌법과 흡사하다. 따라서 헌법상 오스트레일리아의 정치제도는 영국과 미국제도가 혼합된 특수한 형태를 지니게 되었다.

### 개정 방법
헌법 개정을 위해서는 국민투표가 필요한데 인구가 적은 주의 권익을 보호하기 위하여 전체 유권자의 과반수 찬성과 함께, 6개주 중 4개주 이상에서 유권자 과반수 이상의 찬성이 있어야 헌법개정이 가능하록 되어 있다.

## 구성
제 1장 : 연방 의회

제 2장 : 행정부

제 3장 : 고등법원, 연방법원, 그리고 각 주의 법원

제 4장 : 경제와 무역

제 5장 : 각 주의 권리와 권한

제 6장 : 새로운 주와 준주를 구성하는 방법 (현재 이 방법으로 새로히 구성된 주는 없음)

제 7장 : 연방정부 구성 요건과, 국왕을 대리하는 총독의 권한

제 8장 : 헌법개정

## 같이 보기
- 헌법학
- 대한민국 헌법
- 미국 헌법 - 세계 최초의 서양식 성문헌법이다.

1. ↑  Lindell, G J (1986년 3월). “Why is Australia's Constitution Binding? — the Reasons in 1900 and Now, and the Effect of Independence”. 《Federal Law Review》 16 (1): 29–49. doi:10.1177/0067205x8601600102. ISSN 0067-205X.